# Mimì Maria Lazzaro

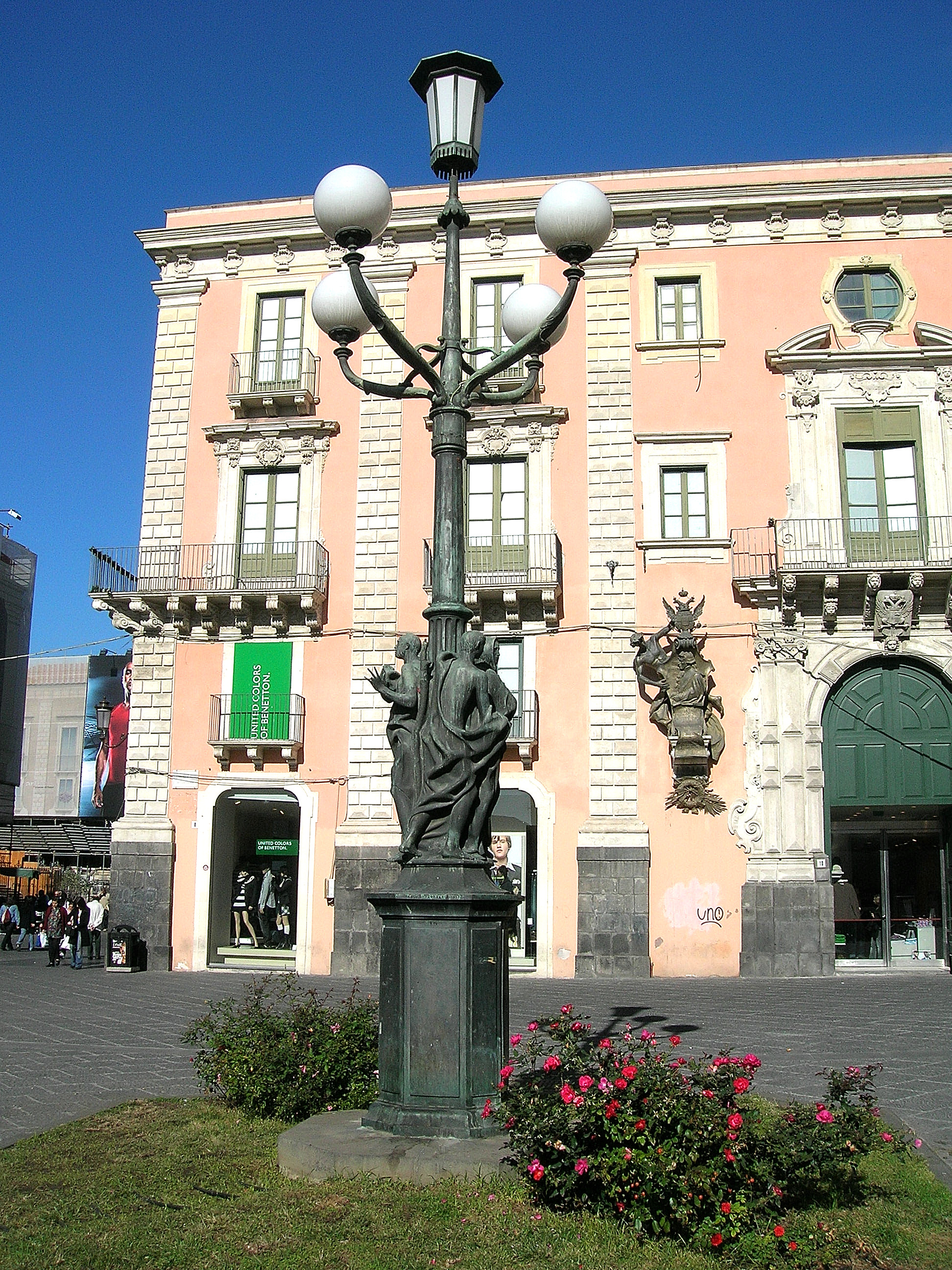
Candelabro sulla leggenda di Colapesce opera dello scultore catanese Mimì Maria Lazzaro.

Domenico Maria Lazzaro, detto Mimì (Catania, 19 gennaio 1905 – Catania, 16 marzo 1968), è stato un pittore, scultore, scrittore e poeta italiano.

## Biografia
Domenico Maria Lazzaro, questo il suo vero nome, si rivelò subito in età adolescenziale come un genio multiforme. Iniziò a scolpire e dipingere aderendo alla corrente del futurismo ma passò poi a scrivere e poetare poiché detta corrente artistica non era legata alle sole arti figurative, ma aveva investito anche la letteratura.
Nel 1924 si trasferì a Roma, dove frequentò corsi di studio all'Accademia di belle arti e venne in contatto con alcuni dei pittori più importanti dell'epoca che orientarono il suo stile. In particolare costituì un'amicizia importante con il pittore Gino Bonichi, noto come Scipione, e con lo scultore Silvestre Cuffaro. La sua prima mostra personale venne organizzata a Messina nel 1926 e fu l'inizio di una serie di partecipazioni che culminarono nella Biennale di Venezia e nella Quadriennale di Roma. Si dedicò all'insegnamento prima a Napoli e poi nella sua Catania, dove assieme ad altri artisti, costituì l'Istituto d'Arte.
Suoi lavori si trovano a Catania, Enna, Messina e in altre località della Sicilia. Ma i suoi lavori più rappresentativi sono probabilmente i quattro candelabri bronzei realizzati nel 1957 e siti in Piazza dell'Università, realizzati con la collaborazione del suo allievo Domenico Tudisco, e la Statua della Giustizia, anch'essa in bronzo, posta all'ingresso principale del Palazzo di Giustizia di Catania.

## Galleria d'immagini

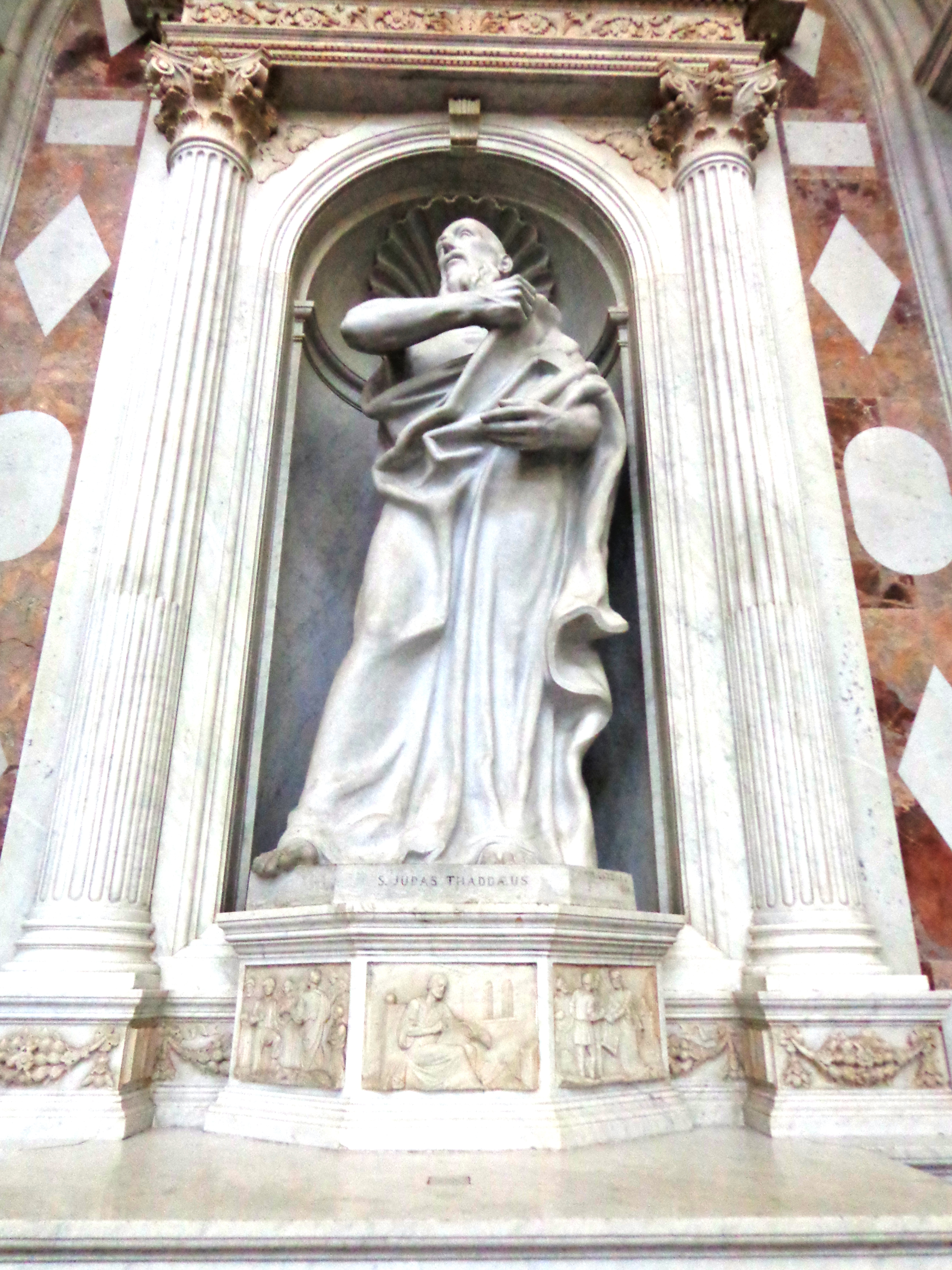
"San Giuda Taddeo", Basilica Cattedrale Protometropolitana della Santa Vergine Maria Assunta di Messina.

## Fonti
- Maria Viveros, LAZZARO, Domenico (Mimì) Maria, in Dizionario biografico degli italiani, LXIV volume, Roma, Istituto dell'Enciclopedia Italiana, 2005. URL consultato il 18 febbraio 2014.
- Gaetano Bongiovanni, La collezione d'arte del Novecento, in L'arte degli intagliatori della pietra. Palazzo Ajutamicristo e le sue collezioni, Palermo, Regione Siciliana, 2015,  pp. 87-94, SBN PA10031724.
- Biografia, opere e recensioni sul sito ufficiale della Galleria Roma di Siracua, su galleriaroma.it. URL consultato il 22 febbraio 2022 (archiviato dall'url originale il 3 febbraio 2019).